# كميل منصور
كميل منصور (1945-) فلسطيني أكاديمي ولد في حيفا. يشعل منصب أمين سر مجلس أمناء مؤسسة الدراسات الفلسطينية حالياً، ورئيس لجنة الأبحاث سابقاً. عمل أستاذاً للعلاقات الدولية في جامعة باريس (1984-2004) وأيضاً أسس وترأس معهد الحقوق في جامعة بيرزيت (1994ـ2000).

## مؤلفاته
- الكتاب السنوي للقضية الفلسطينية (1973).[2]
- الشعب الفلسطيني في الداخل (1990).[3]
- العروة الأوثق: الولايات المتحدة الأميركية وإسرائيل (1994).[4]
- إسرائيل: دليل عام (2004).[5]